# Ласля
Ласля (рум. Laslea) — село у повіті Сібіу в Румунії. Адміністративний центр комуни Ласля.
Село розташоване на відстані 226 км на північний захід від Бухареста, 61 км на північний схід від Сібіу, 102 км на південний схід від Клуж-Напоки, 95 км на північний захід від Брашова.

## Населення
За даними перепису населення 2002 року у селі проживали 1456 осіб.
Національний склад населення села:
| Національність | Кількість осіб | Відсоток |
| -------------- | -------------- | -------- |
| румуни         | 1016           | 69,8%    |
| цигани         | 385            | 26,4%    |
| німці          | 34             | 2,3%     |
| угорці         | 19             | 1,3%     |

Рідною мовою назвали:
| Мова      | Кількість осіб | Відсоток |
| --------- | -------------- | -------- |
| румунська | 1407           | 96,6%    |
| німецька  | 24             | 1,6%     |
| циганська | 16             | 1,1%     |
| угорська  | 9              | 0,6%     |